# Nokia N80
Nokia N80 är en Symbian-mobil med utskjutbar knappsats som gjorts av det finländska företaget Nokia. Den presenterades första gången för allänheten i november 2005 och har en 3-megapixelkamera, Bluetooth, w-lan och videosamtal. 

## Specifikationer
- System: Series 60 3rd Edition (ovanpå Symbian OS 9.1)
- Skärm: 352 x 416 pixlar
- Processor: 220 MHz ARM 9
- Lagring: 40 MB + Mini SD-kortplats
- Mobilnät: GSM och 3G
  - GSM: 850, 900, 1800 och 1900 MHz
  - 3G: 2100 MHz (bl.a. Europa och Afrika)
- Lokala anslutningar: WLAN (802.11 b/g), USB 2.0, Bluetooth 2.0 och IR
- Kamera (baksida):
  - Stillbilder: 3,0 MP (2048 x 1536) och LED-fotolampa
  - Video: 352 x 288 med 15 bilder per sekund
- Kamera (framsida):
  - Stillbilder: 0,3 MP (640 x 480)
  - Video: 176 x 144 med 15 bilder per sekund
- FM-radio: ja (med Visual Radio)
- FM-sändare: nej
- GPS: nej
- NFC: nej
- Mått: 95 x 50 x 26 mm
- Vikt: 134 g
- Batteri: 860 mAh
- Batteritid: 3 timmar tal (GSM), 192 timmar standby (GSM)